# Pont Novospasski
Le pont Novospasski (russe : Новоспасский мост, Novospasski most) est un pont situé à Moscou en Russie, qui permet de franchir la Moskova, entre le monastère Novospasski et la gare de Paveliets.

## Historique
Un pont de bois existait depuis le XVIe siècle sur le site fortifié du monastère Novospasski. Cet ouvrage fut démoli en 1910, pour être remplacé en 1911, par un pont à triple travée en arc et en acier, qui fut reconstruit en 2000.